# Водный объект
Во́дный объе́кт — природный или искусственный водоём, водоток либо иной объект, постоянное или временное сосредоточение вод, в котором имеет характерные формы и признаки водного режима.
Водными объектами являются моря, океаны, реки, озёра, болота, водохранилища, подземные воды, а также воды каналов, прудов и другие места постоянного сосредоточения воды на поверхности суши (например, в виде снежного покрова).
Водные объекты составляют основу водных ресурсов.
Водные объекты в зависимости от особенностей их режима, физико-географических, морфометрических и других особенностей подразделяются на:
1. поверхностные водные объекты;
2. подземные водные объекты.

К поверхностным водным объектам относятся:
1. океаны, моря или их отдельные части (проливы, заливы, в том числе бухты, лиманы и другие);
2. водотоки (реки, ручьи, каналы);
3. водоёмы (озёра, пруды, обводнённые карьеры, водохранилища);
4. болота;
5. природные выходы подземных вод (родники, гейзеры);
6. ледники, снежники. Поверхностные водные объекты состоят из поверхностных вод и покрытых ими земель в пределах береговой линии.

Исследованием водных объектов занимаются многие науки. Для изучения водных объектов и их режима применяются гидрологические методы измерения и анализа. С точки зрения экологии водные объекты представляют собой экологические системы.